# ジャパン・ヴィンテージ
ジャパン・ヴィンテージ（和製英語: Japan Vintage）とは、主に1970年代～80年代に製作された、日本製ギターの一部に適用される『通称』である。

## 概要

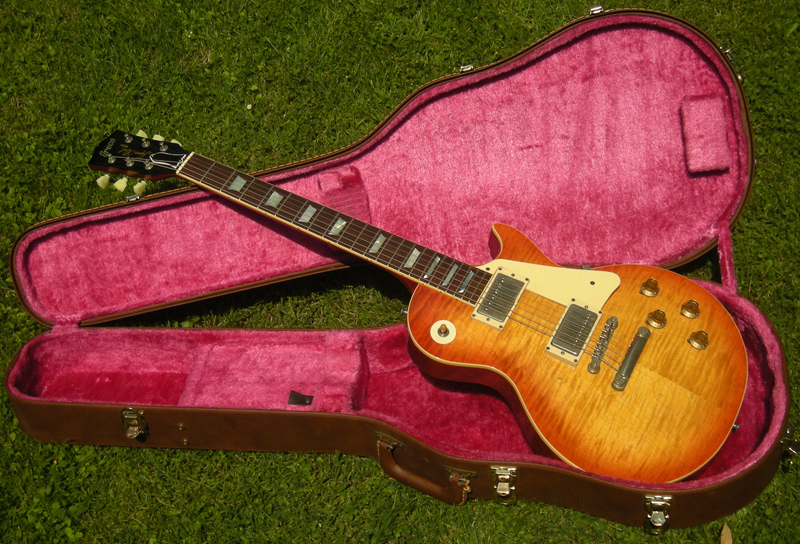
グレコブランドによる精巧なギブソン・レスポールのコピー商品。1980年製

1960年代後半以降、フェンダーやギブソンなど米国の著名なエレクトリック・ギター・ブランドの製品は、経営権の移転などにより主力製品の仕様変更を様々なかたちで行なっていた。
が、1950年代を中心にリリースされていた旧来の商品に見られた仕様の製品を著名なミュージシャンが愛用していた為に、その外観、仕様に出来るだけ近い製品を求めたがるニーズが市場には一定数見込まれていた。
ところが両社がそうした旧来型のリイシューをする事には積極的でなかったために、そこにビジネスチャンスを見出した日本のギターメーカーが両社の旧来型の製品をコピーした商品の製造を行ない、販売。それが爆発的に売れたために日本のギターメーカーは大いに潤った。
そうしたコピー商品の製造、販売を通じて得た収益によって先行投資された当時の最新鋭の工作機械であるNCルータをはじめとする新型の製作機器の導入やそれに伴う製造技術の蓄積により、国産ギターは1970年代後半以降1980年代初頭までの間に円熟期を迎えた。
これら日本製のコピー商品や各社独自のモデルにおいて、1950年代から既にプロの演奏家の使用に耐える楽器としてのクオリティを持っていたギブソン、フェンダー両社の持つ世界水準の品質に、限りなく近いレベルの製品が市場に於いて散見されるようになる。
この時期の日本製ギターへの再評価として、2000年以降シンコーミュージック社の書籍などの影響でこの呼び方が定着した。
またこの影響によってそれまで一般的には知られていなかった各種のうんちくの普及により、それまで一部のマニアしか認知していなかった様々なジャパンビンテージのセールスポイントが広く知られ、中古楽器マーケットではその稀少性を謳うためのセールストークの根拠として同誌が活用されることにもなった。
結果、同誌による様々な知見の普及によって中古ギターの販売価格の相場が上がってしまうというネガティブな現象を引き起こす一因ともなっている。
1990年代以降は、米国のギターブランドも旧来の仕様を踏襲したリイシューモデルのマーケットの重要性に着目した結果、少数生産のカスタムショップやメーカーから独立したギター職人のブランドなどの選択肢も増えた。
その一方で、日本ではより安価なコピー商品の需要にこたえるため、大量生産の楽器としてコスト削減でありつつ見た目は豪華に見える事を重視で製作されている。
その為、一部のブランドや機種以外の多くは、1990年代後半以後は韓国、2000年代よりは中国、2010年代よりはインドネシア等、人件費の安い国での生産に移行され、日本のギター生産は衰退した。

## ジャパン・ヴィンテージ・デザイン

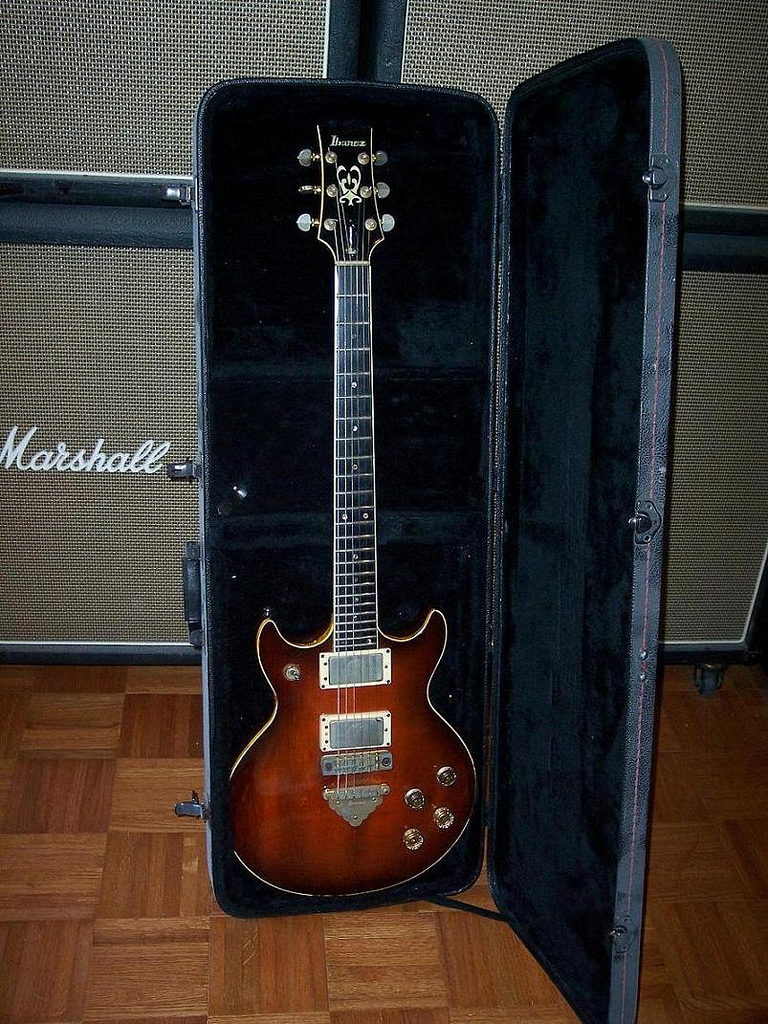
1970年代のアイバニーズ・AR

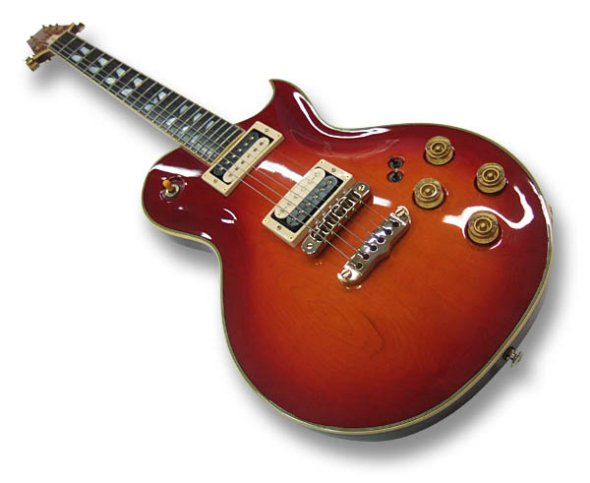
1983年製 アリア・PE

この時期に発表された、海外ブランドからのコピーモデルや派生モデルではない日本独自のデザインのギターのうち、1960年代の第一次・エレキギターブーム期の「ビザール・ギター」とは明白に異なり、また80年代の流行であったヘヴィ・メタル・ギターでもない優美なデザインのものが幾つか生まれた。こういったモデルを、現在にも通用するデザインとして再評価する流れがあり、ジャパン・ヴィンテージ・モデルとして再生産なども行われている。こうしたモデルの例として、2006年発行の書籍では以下が挙げられている。
- ヤマハ・SG
- アイバニーズ・AR
- アリア・PE
- グレコ・ミラージュ

## フェンダー・ジャパン・JVシリアル
1982年5月設立のフェンダー・ジャパン製品には、その後数年の間「JV」から始まるシリアル番号が用いられた。これはそのまま「Japan Vintage」の意と取られるが、当時他国生産・逆輸入という形で世界戦略を端緒に付けた米国フェンダー社が、シリアル番号の区別・整合をとる為「日本製のヴィンテージ・スタイル・モデル」という程度の意味合いで要請しただけで特に強い意味はない。
ともあれ、この時期のフェンダー・ジャパン製モデルは「手の届きやすい価格の高品質ヴィンテージ・リイシュー」として中古市場で人気が高い事に違いはない一方でその中古価格は必ずしも手の届きやすい物とは言えないという矛盾も生んでいる。日本国外にもファンサイトや研究サイトの存在が確認出来る。

## 関連書籍
上記シンコーミュージック刊のシリーズ一覧。
- Japan Vintage - 2003年～2005年発行、ムック。雑誌形式で表題以外のブランドの記事を含む。
  - Vol.1 グレコの魂
  - Vol.2 トーカイの夢
  - Vol.3 イバニーズの贅
  - Vol.4 ESPの技
  - Vol.5 アリアの響
  - Vol.6 フェルナンデスの虹
  - Vol.7 ヤマハの魁
  - Vol.8 国産てれくらべ
  - YAMAHA SG graffiti Japan Vintage premium edition
- Japan Vintage Acoustic - 2005年～2006年発行、ムック。
  - Vol.1 ヤマハの環
  - Vol.2 モーリスの煌
  - Vol.3 K.ヤイリの匠
- Japan Vintage Collection - 各社モデルのカタログを中心とする内容。2005年～2007年発行、新書サイズ。
  - Vol.1 グレコの壱
  - Vol.2 グレコの弐
  - Vol.3 アイバニーズの壱
  - Vol.4 ヤマハの壱
  - Vol.5 フェルナンデスの壱
  - Vol.6 アリアプロ2の壱
  - Vol.7 ヤマハの弐